# Padang Terap (district)
Padang Terap is een district in de Maleisische deelstaat Kedah.
Het district telt 63.000 inwoners op een oppervlakte van 1360 km².